# Gerardo Bernard
Gerardo Bernard (Trieste, 28 marzo 1921 – marzo 1999) è stato un calciatore italiano, di ruolo attaccante.

## Carriera
Ala, si trasferisce giovanissimo al Siena in Serie B. Successivamente, dopo la Seconda guerra mondiale, torna nella natìa Trieste nelle file della neonata Libertas Trieste per passare poi, nel 1946, alla Triestina. Con gli alabardati esordisce in Serie A il 13 ottobre 1946 in una sconfitta casalinga contro la Roma.
Torna poi, nel 1948, alla Libertas Trieste dove disputa 3 campionati di Serie C, quindi di nuovo in Toscana all'Empoli per altri 3 campionati di Serie C.
A 33 anni, nel 1954, gli si riaprono le porte della Serie A: acquistato da Paolo Mazza, presidente della SPAL, il triestino parte titolare e, il 19 settembre del medesimo anno, a Ferrara torna a calcare i campi della massima serie in una partita contro l'Atalanta che si conclude con il risultato di 0 a 0. In seguito non riesce a mantenere il ruolo di titolare e chiude la stagione con 7 partite ed una rete. L'ultima partita in Serie A la gioca il 19 giugno 1955 in una sconfitta casalinga - questa volta per 2 a 5 - e ancora con la Roma.
Passa quindi all'Edera Trieste nel IV livello del calcio italiano di allora, chiudendo definitivamente con la sua attività di calciatore nel 1958.